# Nanohammus rondoni
Nanohammus rondoni är en skalbaggsart som beskrevs av Stefan von Breuning 1963. Nanohammus rondoni ingår i släktet Nanohammus och familjen långhorningar.
Artens utbredningsområde är Laos. Inga underarter finns listade i Catalogue of Life.